# Clément Chantôme
Clément Chantôme (Sens, 11 de setembro de 1987) é um futebolista francês que atua como volante. Atualmente joga pelo Red Star.

## Títulos
Paris Saint-Germain
- Campeonato Francês: 2012-13
- Supercopa da França: 2014